# Чёрная орхидея (Доктор Кто)
Чёрная орхидея (англ. Black Orchid) — пятая серия девятнадцатого сезона британского научно-фантастического телесериала «Доктор Кто», состоящая из двух эпизодов, которые были показаны в период с 1 по 2 марта 1982 года.

## Сюжет
11 июня 1925 года, ТАРДИС приземляется на железнодорожной станции, и команду встречает шофёр лорда Крэнли, который ждёт «Доктора». Лорд предлагает им остаться на бал и предлагает костюмы, а также знакомит со своей невесткой, Энн Тэлбот, которая выглядит точно как Нисса.
Тиган замечает чёрный цветок, и лорд объясняет, что эту чёрную орхидею нашел у Ориноко его сын Джордж, знаменитый ботаник и путешественник, помолвленный с Энн, который так и не вернулся из Бразилии.
Энн и Нисса надевают одинаковые костюмы, чтобы никто их не мог отличить, а Доктора запирают и крадут его костюм арлекина.
Бал начинается, а лорд Крэнли говорит со слугой Латони, который сообщает, что его «друг» сбежал. Фигура в костюме арлекина танцует с Энн. Доктор, пройдя по секретному проходу, находит труп в шкафу в комнате с книгами по ботанике. Арлекин идет с Энн в особняк, и та говорит, что они должны вернуться на вечеринку, но тот хватает её, девушка кричит, и прибегает дворецкий, которого фигура душит.
Все подозрения падают на Доктора, а труп в комнате с книгами подменяют на куклу. Тем временем узнают, что нужный доктор опоздал на поезд, и Доктора арестовывают, а ТАРДИС перевозят в полицейский участок.
В особняке неизвестный убивает Латони и начинает пожар. Доктор приглашает всех не верящих ему в ТАРДИС и перемещается в Крэнли Холл. Неизвестный хватает Ниссу и тащит её на крышу. Леди Крэнли раскрывает тайну: неизвестный — Джордж, которому отрезали язык индейцы, а сам он потерял рассудок. Он не навредит Энн, но Доктор указывает, что он схватил не ту. Он просит лорда отвлечь Джорджа, а сам забирается на крышу и убеждает его отпустить Ниссу. Тот отпускает и падает с крыши насмерть.

## Трансляции и отзывы
| Эпизод            | Дата показа  | Продолжительность | Телезрители (в миллионах) |
| ----------------- | ------------ | ----------------- | ------------------------- |
| «Часть 1»         | 1 марта 1982 | 24:56             | 9,9                       |
| «Часть 2»         | 2 марта 1982 | 24:41             | 10,1                      |
| [ 1 ] [ 2 ] [ 3 ] |              |                   |                           |

## Интересные факты
- Это первая серия из двух эпизодов со времен серии «Эксперимент сонтаранца», а также первая и последняя со времен «Горцев», где не используются фантастические элементы кроме ТАРДИС и команды, хотя в отличие от неё данная серия не привязана к конкретным историческим событиям.
- Чтобы скрыть сюжетный поворот, персонаж Гарета Милна в титрах первого эпизода указан как «Неизвестный», а второго — «Джордж Крэнли».
- Сара Саттон на этот раз исполнила роль не только Ниссы, но и Энн Тэлбот.